# بلعطف العلي (نعمان)

تعديل مصدري - تعديل

بلعطف العلي هي إحدى قرى عزلة الساحة بمديرية نعمان التابعة لمحافظة البيضاء، بلغ تعداد سكانها 70 نسمة حسب تعداد اليمن لعام 2004.